# Peridontodesmus purulicus
Peridontodesmus purulicus är en mångfotingart som beskrevs av Cook 1911. Peridontodesmus purulicus ingår i släktet Peridontodesmus och familjen Cryptodesmidae. Inga underarter finns listade i Catalogue of Life.